# مقاطعة فرونزينسكي
مقاطعة فرونزينسكي Frunzenski District
مقاطعة فرونزينسكي تتبع التقسيم الإداري لمدينة مينسك في روسيا البيضاء, سميت بعد فرونزي ميخائيل (Mikhail Frunze). مساحة المنطقة 43 كم2, ويبلغ عدد سكانها في 2009م حوالي 372,431 نسمة.